# باخ ان در دوناو
باخ ان در دوناو (به آلمانی: Bach an der Donau) یک شهر در آلمان است که در بایرن واقع شده‌است.

## خصوصیات
باخ ان در دوناو ۱۴٫۸۲ کیلومترمربع مساحت دارد ۳۳۴ متر بالاتر از سطح دریا واقع شده‌است.